# Televisió interactiva
La televisió interactiva és una mena de programes per a la televisió que ofereix continguts multimèdia que el receptor pot modificar en temps real, com ara vídeo a la carta, compres electròniques o videojocs en línia. Per fer televisió interactiva cal una via de retorn, per enviar les reaccions de l'usuari a l'emissora. Segons el maquinari, aquesta via de retorn pot ser la mateixa xarxa (internet, el cable, la xarxa mòbil…).

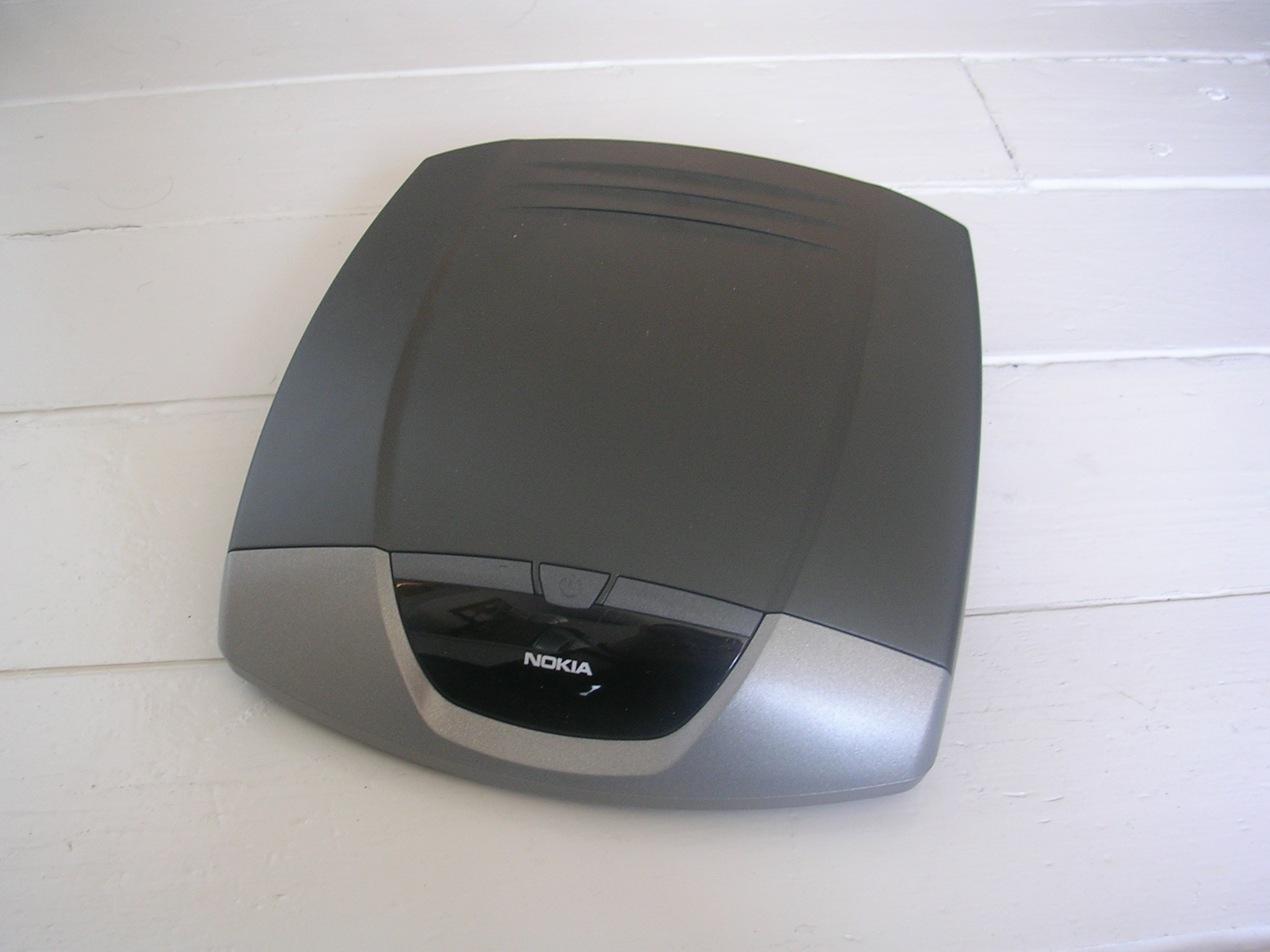
Descodificador

A més d'oferir nous serveis, pot treure l'expectador del seu tradicional paper passiu. Les possibilitats de la xarxa anàloga eren limitades. Quan va arribar la Televisió Digital Terrestre (TDT) es van augmentar les possibilitats en augmentar el volum i la complexitat de les dades bescanviades. La diferència entre l'ordenador connectat a la xarxa de manera bidireccional i un televisor a poc a poc s'esclipsa. Per mirar la televisió, un televisor ja no és de rigor: se'l pot mirar a qualsevol dipositiu que té una pantalla. Per a l'espectador, ja no hi ha diferència si mira un film de la mediateca d'un canal televisiu o d'un servei de vídeo a la carta a l'internet.
Com sovint, primer es venen els descodificadors separats per connectar i integrar una via de retorn als televisors existents. Amb el temps, el maquinari necessari està integrat en els models nous de televisors anomenats «intel·ligents».
Avui dia gràcies a plataformes de retransmissió en directe com Twitch i la intel·ligència artifical és possible crear programes en els que els espectadors interactuen mitjançant el chat i la IA pot crear un guió i unes imatges al moment. Per exemple, en els darreres mesos programes com Nothing, Forever o Ai sponge s'han fet virals. Tenint en compte que els projectes de televisió interactiva sempre han tingut aquesta barrera d'espera i mai han pogut realment estandarditzar-se, aquestes tecnologies podrien permetre que s'estableixi com un nou tipus de televisió.

## Antecedents
El concepte d'interactivitat no és nou en la televisió, ja que al llarg de la història de la televisió analògica es van començar a oferir uns serveis d'una forma limitada. Antany, per exemple, hi havia emissions, amb un servei telefònic al qual els espectadors podien trucar durant una emissió. Era una interactivitat més aviat artesana. Teletext va ser una de les primeres solucions tècnològiques. Donava unes pàgines informatives rudimentàries «a la carta» o subministrava subtítols. Va ser el debut de continguts personalitzats més complexos. La qualitat gràfica dels texts pixelitzats era pobre. No permetia gens fotos o imatges. Amb el sistema Nicam, des dels anys 1980, es podia obtenir dos canals auditius, per exemple per a so estereofònic o per triar la banda sonora de la versió original.

## Nivells d'interactivitat
La interacció més elemental és el control: l'usuari pot reglar alguns atributs de la presentació (volum, color…), pausar, avançar o retrocedir en l'emissió, o canviar freqüentment de canal (zàping). És una interacció més aviat asimètrica, l'emissora no hi participa activament. Una segona forma són el sistemes que permeten que l'espectador de voti (per a un artista, una cançó…), triï una resposta d'un qüestionari d'elecció múltiple que l'emissora pot incorporar més o menys en temps real en l'emissió.
L'usuari ja no depèn d'un programa amb un horari estricte, però pot mirar quan li convingui, en fer servir la reproducció en línia a qualsevol maquinari. Ja no fa menester un televisor.
Un altre element interactiu és la mesura de l'audiència, una mesura que importa molt per determinar el preu de la propaganda que s'emet. A l'època de la televisó hertziana era una feina artesana. Calia un mostratge de persones que acceptaven notar què miraven quan o un centre de trucades que interrogava manualment un mostratge representatiu sobre el seu comportament televisiu. Ara, el programari interactiu permet mesurar, amb o sense acord de l'espectador i en temps real, qui o quantes persones miren què, quan i quantes vegades. Una situació que té un impacte en la problemàtica del respecte de la privadesa.

## Serveis interactius
Es poden establir diverses categories de serveis interactius. Poden ser de natura comercial o de servei públic
- Serveis d'informació: informació a la carta, independent del programa en curs d'emissió (estat del tràfic, temps, farmàcies de guàrdia, telèfons d'interès, informació d'aeroports, trens, autobusos, etc.).
- Serveis associats a la programació: informació complementària la programació audiovisual emesa.
- Serveis transaccionals: enviar i rebre informació de forma personalitzada.
- Serveis avançats (demanar hora a serveis sanitaris, gestió d'impostos, informacion d'administracions públiques, serveis socials a col·lectius específics, etc.)
- Fidelització a continguts o programes, concursos, votacions, publicitat interactiva
- Compra d'entrades d'esdeveniments
- Informació sobre concursants, actors, etc.

## Modes d'interacció
- Guia electrònica de programació (EPG), i altres sistemes de vídeo a la carta, per a consultar el programa i triar una emissió

- SMS: Missatges de text enviats que afecten el contingut del progarma.
- Telèfon: Mútliples aplicacions de veu amb les quals l'audiencia participa en directe, per fer comentaris, accions de comprar o vendre, demanar informació, etc.
- Internet: Mitjà amb més potencial per la llarga banda de transmissió de dades de tota mena.

- televisió social en la qual els usuaris comenten o comparteixen opinions via les xarxes socials.

## Estàndards
Juntament amb la Televisió Digital Terrestre (TDT) va sorgir el sistema estàndard Multimedia Home Platform (MHP), una plataforma de codi obert comuna per a totes les aplicacions interactives de televisió digital independentment del proveïdor.

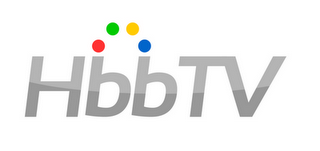
Logo HbbTV

HbbTV (Hybrid Broadcast Broadband TV) és una iniciativa paneuropea per a crear un estàndard que combini la distribució d'informació per radiodifusió i banda ampla al consumidor final mitjançant televisor i receptors amb una connexió a Internet. Ofereix vídeo a la carta, publicitat interactiva, votació, navegació a l'internet, guia electrònica de programació etc.